# Rivière Gregório
Pour les articles homonymes, voir Gregorio.
La Gregório est une rivière brésilienne qui baigne les États d'Acre et d'Amazonas. C'est un affluent de la rive droite du rio Juruá.

## Géographie
La rivière prend sa source près de la frontière avec le Pérou, sur le territoire de la municipalité de Tarauacá. Elle arrose les municipalités de Tarauacá dans l'Acre et marque une partie de la limite entre Ipixuna et Eirunepé dans l'Amazonas.